# Lijst van dierengeluiden
Voor geluiden van dieren bestaan er veel verschillende werkwoorden, die vaak heel in het bijzonder bij één diersoort horen. Hetzelfde geldt voor de klanknabootsingen. Opmerkelijk van een aantal van deze werkwoorden is dat ze geen verband lijken te hebben met het geluid dat ze weergeven, zoals het "balken" van de ezel en het "blaten" van het schaap. Anderzijds zijn er dieren, vooral vogels, die genoemd zijn naar de nabootsing van hun roep, bijvoorbeeld tjiftjaf (niet te verwarren met de Aziatische huisgekko of tjitjak, een Aziatische onomatopee), oehoe en grutto. De geluiden in onderstaande tabel zijn de geluiden die men volgens het Nederlands tracht na te bootsen. De interpretatie van deze geluiden verschilt vaak van taal tot taal; soms is het verschil zelfs zeer verrassend: een kikker zegt in het Engels niet "quack" maar "ribbit".

## Geluidsbron
De meeste geluiden bij gewervelden worden met de bek of de keel voortgebracht, waarbij vogelzang wordt geproduceerd door de syrinx en zoogdiergeluid door strottenhoofd en stembanden. Dit kunnen ook ultrasone of infrasone geluiden zijn, die voor het menselijk oor te hoog (ultrageluid) of te laag (infrageluid) zijn. Gorilla's trommelen zich op de borst, olifanten communiceren niet alleen met hun slurf (neus) door te trompetteren, maar produceren (evenals walvissen) ook verdragend infrageluid. Met stampen kunnen olifanten seismische trillingen veroorzaken, die minstens vier kilometer verder door soortgenoten zijn waar te nemen. Ratelslangen maken een ratelend geluid met de tot ratel omgevormde staartpunt, spechten hakken met hun snavels in bomen en krekels maken hun getsjirp door de vleugels langs elkaar te strijken.

## Doel en betekenis
Veel geluiden behoren tot een systeem van diercommunicatie. Verscheidene soorten hebben een repertoire aan geluiden met verschillende functies. Onder andere bij ganzen is dit ook voor de mens goed te horen. Er zijn alarmgeluiden (luid gakken), dreiggeluiden (sissen) en vele andere. Onderzoekers van dierengedrag beschouwen dan elk type als een ander ethologisch signaal. De meeste dierengeluiden zijn gericht op soortgenoten en ook dreiggeluiden die voor indringers bedoeld zijn, kunnen tegelijk informatie bevatten voor soortgenoten.
Er zijn echter ook geluiden die in de eerste plaats een praktisch doel hebben of een bijverschijnsel zijn, zoals de ultrasone geluiden voor echolocatie bij vleermuizen en niezen en hoesten. Ook is van veel geluiden niet bekend of ze een doel hebben, bijvoorbeeld het brommen of zoemen van bromvliegen en het klapwieken van vogels. Dit laatste is, evenals andere vlieggeluiden, een bijproduct van de vlucht, maar het is wel mogelijk dat soortgenoten, en of andere soorten in het ecosysteem er informatie aan ontlenen.

## Overzicht
Dit overzicht toont per dier het werkwoord dat bij zijn geluid hoort.
| Dier       | Werkwoord                                                                       | Onomatopee |
| ---------- | ------------------------------------------------------------------------------- | ---------- |
| aap        | krijsen, schreeuwen, brullen                                                    | oe-oe-oe   |
| beer       | grommen, brullen                                                                |            |
| bij        | zoemen tuten (als ze uit de raat komt)                                          | bzzzzzzzz  |
| duif       | koeren, roekoeën                                                                | roekoe     |
| eend       | snateren, kwaken                                                                | kwek, kwak |
| ekster     | klappen, kwekken, kekkeren                                                      |            |
| everzwijn  | briesen                                                                         |            |
| ezel       | balken, iaën, giegagen                                                          | ia-ia-ia   |
| fazant     | kokkeren                                                                        |            |
| gans       | gaggelen, gakken, gakkeren, snateren, kwekken sissen                            | gak        |
| geit       | mekkeren, blaten                                                                | mèèh       |
| giraf      | neuriën                                                                         |            |
| haan       | kraaien                                                                         | kukeleku   |
| hert       | burlen, briesen                                                                 |            |
| hond       | blaffen, bassen, keffen huilen, janken                                          | woef, waf  |
| jachtvogel | krijten                                                                         |            |
| jakhals    | lachen                                                                          |            |
| kalkoen    | klokken, snateren                                                               |            |
| kat        | mauwen, miauwen spinnen                                                         | miauw      |
| kikker     | kwaken, kwakken, rikkekikken, kwekken, brullen, rikken                          | kwak       |
| kip        | kakelen, tokken, klokken                                                        | tok        |
| koe        | zie: rund                                                                       | boe        |
| koekoek    | roepen                                                                          | koekoek    |
| korhoen    | balderen                                                                        |            |
| kraai      | krassen                                                                         |            |
| krekel     | sjirpen, tjirpen                                                                |            |
| kwartel    | slaan, kwakken                                                                  |            |
| leeuw      | brullen                                                                         |            |
| meeuw      | krijsen, kolderen                                                               |            |
| muis       | piepen                                                                          | piep       |
| mus        | sjilpen, piepen                                                                 |            |
| neushoorn  | beren                                                                           |            |
| olifant    | trompetteren, trompetten, trompen, beren                                        |            |
| ooievaar   | kleppen, klepperen                                                              |            |
| paard      | hinniken, briesen                                                               |            |
| papegaai   | praten, klappen, snateren, krauwen, krijsen                                     |            |
| pauw       | schreeuwen                                                                      |            |
| raaf       | krassen, klappen, krauwen                                                       |            |
| ratelslang | ratelen                                                                         |            |
| ree        | briesen, fiepen                                                                 |            |
| rund       | loeien, bulken                                                                  | boe        |
| schaap     | blaten, blèren, mekkeren                                                        | bèèh       |
| slang      | sissen                                                                          |            |
| tijger     | brullen                                                                         |            |
| tortelduif | kirren                                                                          | roekoe     |
| uil        | huilen, roepen, krassen, oehoeën, schreeuwen                                    |            |
| valk       | kiekeren, krijsen                                                               |            |
| varken     | knorren, gillen, gieren                                                         |            |
| vink       | tjokken, tjokkelen                                                              |            |
| walvis     | zingen                                                                          |            |
| wolf       | huilen, janken                                                                  |            |
| zangvogel  | fluiten, zingen, piepen, slaan, gillen, gieren, tjilpen, tjotteren, striduleren |            |
| zeehond    | blaffen, huilen                                                                 |            |
| zwaluw     | kwetteren                                                                       |            |